# 우에다 교헤이
우에다 교헤이(일본어: 上田 恭平, 1999년 5월 7일~)는 일본의 축구 선수이다.

## 구단 경력
그는 J1리그의 세레소 오사카에 입단했다. 2017년 J3리그의 세레소 오사카 U-23에서 뛰었다.